# Фаатону, Элама
Элама Фаатону (род. 30 апреля 1994, Fagaʻalu, Американское Самоа) — легкоатлет из Американского Самоа, участник летних Олимпийских игр 2012 года.

## Спортивная биография
Свои выступления на международном уровне Элама Фаатону начал в 2012 году. В апреле он выступил на молодёжном чемпионате мира. В своём забеге в предварительном раунде Элама пришёл к финишу седьмым, показав результат 11,90 с. В августе Фаатону принял участие в летних Олимпийских играх в Лондоне. Элама вышел на старт в предварительном забеге на дистанции 100 метров и показал результат 11,48 с, заняв последнее 7-е место.